# Tatárok (mongol törzs)

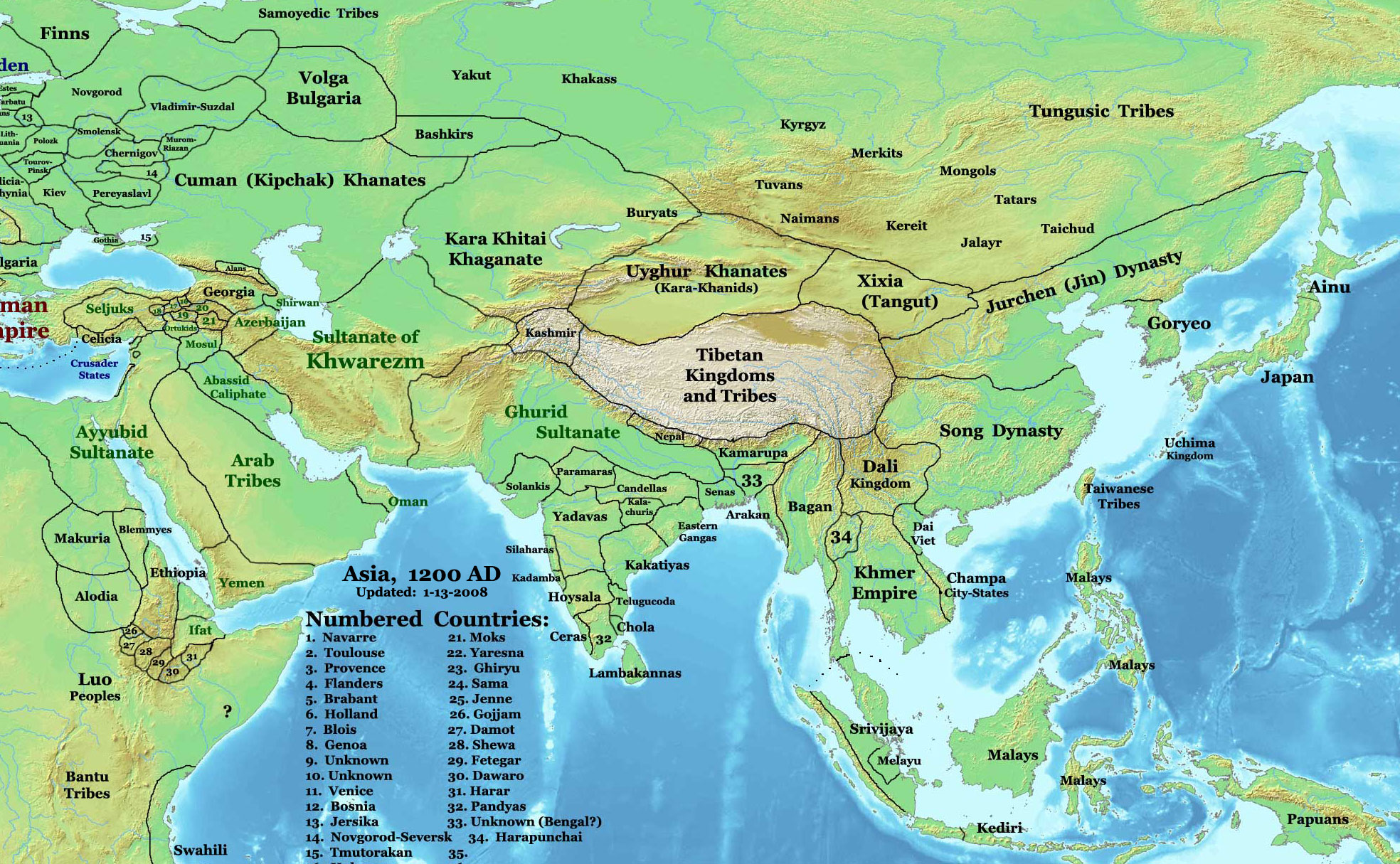
A jövendő Mongol Birodalom népei, köztük a tatárok lakóhelye 1200 körül

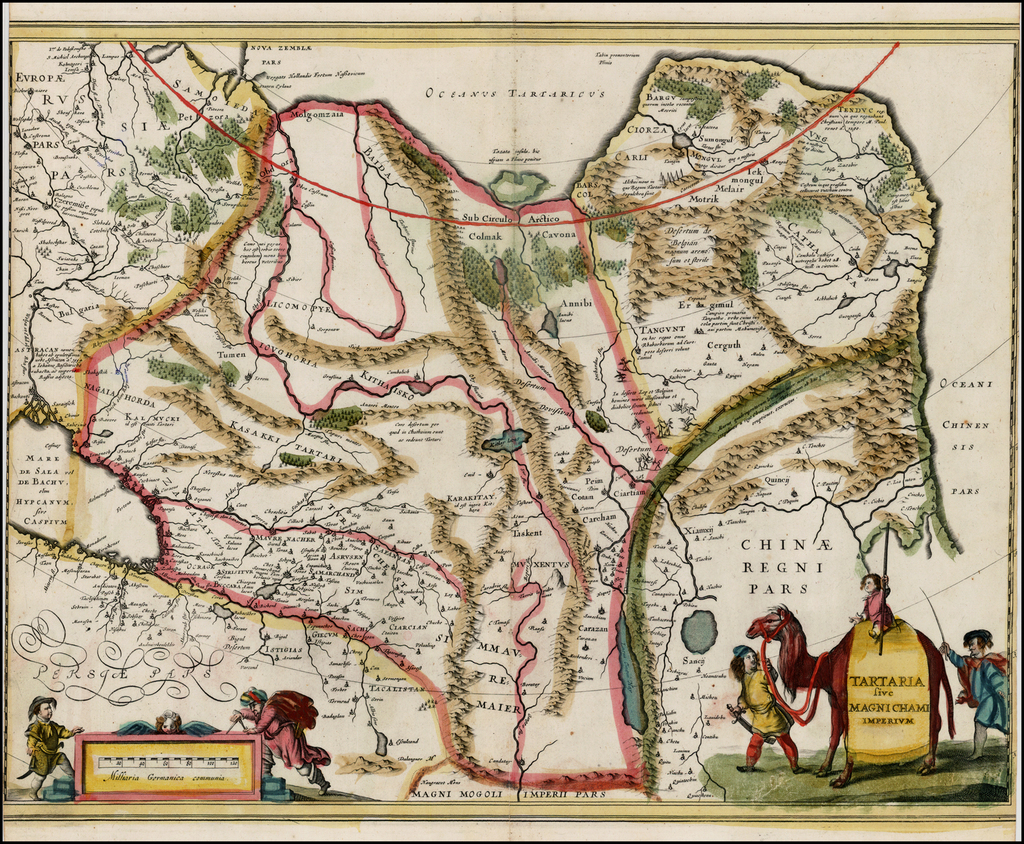
Tartaria sive Magni Chami Imperium (1657)

A tatárok mongol nyelvű törzs voltak, akiknek neve kelet-ázsiai törzsszövetségek névadóiként 8. századi türk feliratokban jelenik meg először. A 8–12. században egyes csoportjaik nyugat felé húzódva török nyelvű törzsszövetségek törzseinek és nemzetségeinek lettek névadói.  A mongol Dzsingisz mongol nagykán által létrehozott Mongol Birodalom jelentős erejét alkották kezdetben, s míg keleten a birodalom népeit az uralkodó, de kicsi mongol törzsről nevezték el, nyugaton a már korábban is ismert jelentősebb tatárokról. Mongóliában maradt részeik a mai mongolok egyik előnépe lett, nyugaton pedig névadói a mai török nyelvű tatároknak.

## Történetük
A tatárok neve először a Türk Birodalom 8. századi felirataiban jelenik meg két nagy törzsszövetség névadójaként. Az egyik az Otuz tatar („harminc tatár”) a másik a Tokuz tatar („kilenc tatár”) törzsszövetség volt, amelyek neve a bennük foglalt törzsek számára és a tatár törzs vezető szerepére utal. A sztyepp törzsszövetségeinek gyakori névadási szokása volt ez, ismertebb példa még az onoguroké („tíz ogur”), de a „hétmagyar” kifejezés is erre megy vissza. A tatárok ekkor a türköktől északkeletre a Kerülen folyó vidékén éltek. 
A 8. és 12. század között egyes tatár csoportok nyugatra húzódtak, aminek nyoma maradt a forrásokban. A 10-11. században az Irtis folyó vidékén lakó török nyelvű kimekek egyik törzsét tatárnak hívták. 
Zömük azonban még Dzsingisz kán idején is a Kerülen vidékén élt. Dzsingisz kán (Temüdzsin) születésekor a mongolok csak a mongol nyelvű törzsek közül az egyik kisebb törzsszövetséget jelentette.  Ezen belül Dzsingisz a bordzsigin törzs kijan nemzetségéből származott.  Amikor Dzsingisz kán egymás után meghódoltatta a mongol törzseket, akkor a tatárok különösen sok gondot okoztak neki erejük és régi ellentéteik miatt. Korábban apját, Jiszügej-baaturt is a tatárok mérgezték meg. A Mongol Birodalom keleti részén sikerült Dzsingisz kánnak elterjesztenie a mongolt, mint általános népnevet, de nyugaton népét a csatlakozott török nyelvű népekkel együtt tatároknak hívták. 